# Alessandro Galli da Bibiena

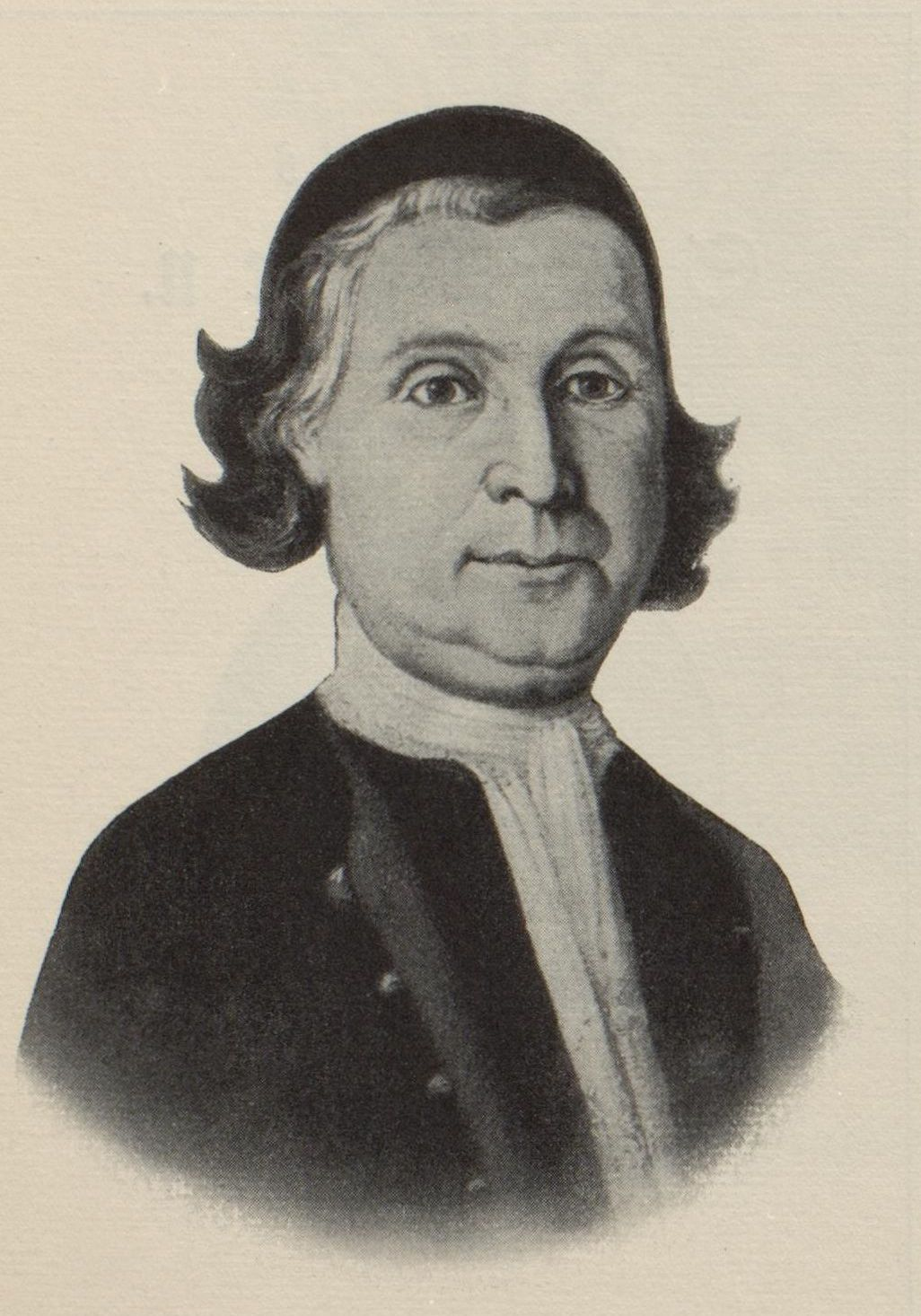
Alessandro Galli da Bibiena

Alessandro Galli da Bibiena (* 15. Oktober 1686 in Parma; † 5. Mai 1748 in Mannheim) war ein italienischer Architekt, Maler, Szenograph und Theater-Ingenieur des Spätbarock.

## Leben

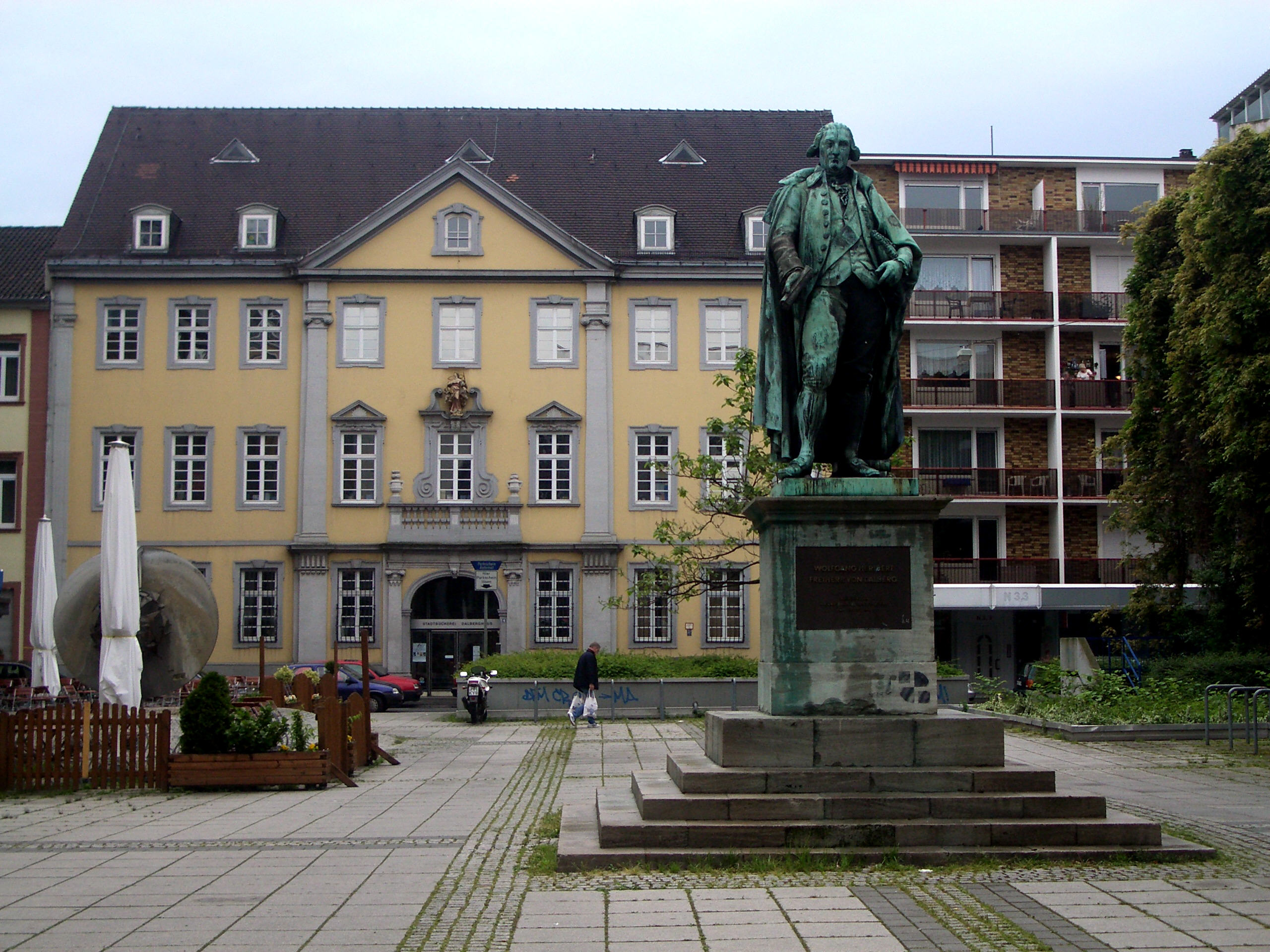
Barockresidenz Dalberghaus, heute Stadtbibliothek Mannheim (2005)

Alessandro Galli da Bibiena wurde 1719 unter dem Kurfürsten Karl Philipp Architekt und Ingenieur, später dann Hofbaumeister in Mannheim. Er stammte aus einer großen Architektenfamilie: Sein Vater Ferdinando, sein Onkel Francesco, seine jüngeren Brüder Antonio und Giuseppe sowie sein Neffe Carlo arbeiteten in Deutschland, Österreich und Italien als Architekten, Ausstatter und Bühnenbildner.
Er nahm den Bau der Mannheimer Jesuitenkirche (1733–1760) und den Ausbau des Mannheimer Schlosses unter Errichtung eines großen Opernhauses (1797 zerstört), das vom westlichen Pavillon sich nach Süden erstreckte, in Angriff. Nach dem Tod des Kurfürsten Karl Philipp im Jahr 1742 plante Bibiena unter Karl Theodor die Zirkelbauten des Schwetzinger Schlosses. Er starb jedoch noch vor ihrer Vollendung.

## Familie
Im Jahr 1719 heiratete er Charlotta Franziska Becker, die Kammerjungfer der Kurprinzessin Elisabeth Auguste. Die Vermählung wurde in der Heidelberger Hofkapelle durch den Jesuitenpater Nikolaus Staudacher vollzogen. Kurfürst Karl Philipp fungierte als Trauzeuge und übergab als Hochzeitsgeschenk eine Prunkpistole mit eingravierter persönlicher Widmung. Aus der Beziehung gingen sieben Kinder hervor.

## Bauten
- 1731: Mannheimer Jesuitenkolleg
- 1737–42: Mannheimer Hofoper (1797 zerstört)
- 1733: Dalberghaus in Mannheim N 3, ursprünglich für den Kammervizepräsidenten Freiherr von Raisach errichtet
- 1738: Oberer Fürstenbrunnen am Heidelberger Schlosshof
- 1747: Umbau der alten Tabakmanufaktur in Mannheim M 5 zur Kaserne der Leibgarde zu Pferd
- 1748/49: Palais Hirsch in Schwetzingen
- Stadtpalais des Hofbaumeisters Franz Wilhelm Rabaliatti in Schwetzingen
- 1748: Nördliches Zirkelhaus als Orangerie in Schwetzingen

## Ehrung
Im Mannheimer Stadtteil Neckarstadt-Ost ist eine Straße nach ihm benannt.